# 東條仁
東條 仁（とうじょう じん）は、日本の漫画家。男性。
代表作に『CUFFS 〜傷だらけの地図〜』、『ブラッドラインズ』など。
渡辺潤の元アシスタント。

## 作品リスト

### 連載
- CUFFS 〜傷だらけの地図〜（『週刊ヤングジャンプ』1996年52号 - 2005年18号、全32巻）
  - CUFFS 〜傷だらけの街〜（『別冊漫画ゴラク』2014年7月号[2] - 2014年9月号→『漫画ゴラクスペシャル』2015年4月号[3]→『ゴラクエッグ』連載中、既刊7巻） - 『CUFFS 〜傷だらけの地図〜』の続編

- ブラッドラインズ（『週刊ヤングジャンプ』2006年6・7合併号[4] - 2007年10号→『漫革』、全5巻）
- 合法都市（『週刊ヤングジャンプ』2008年48号[5] - 2010年15号、全6巻）
- JUDGE MEN（『スーパージャンプ』2011年9号[6] - 2011年21・22合併号[7]（最終号）、全2巻）
- 闘う執事（『週刊漫画ゴラク』2012年2月24日号[8] - 、全4巻）

### 読み切り
- RUN A WAY（『漫革』1994年2月1日号） - 『KILLMEN 傑作短編集』収録
- KILLMEN - 『KILLMEN 傑作短編集』収録
- G.Iジョウ - 『KILLMEN 傑作短編集』収録
- トライハード - 『KILLMEN 傑作短編集』収録
- ハードボイルドエッグ（『増刊ヤングジャンプ 漫吉』1996年4月10日号） - 『KILLMEN 傑作短編集』収録
- コードネームアイス 〜僕の彼女は暗殺者〜（『週刊ヤングジャンプ』2005年48号[9]） - 『コードネームアイス 〜僕の彼女は暗殺者〜』収録
- 代行無宿 ランニングマン（『週刊ヤングジャンプ』2007年31号[10]） - 『コードネームアイス 〜僕の彼女は暗殺者〜』収録
- ブローバック家族（『週刊ヤングジャンプ』2007年45号[10]） - 『コードネームアイス 〜僕の彼女は暗殺者〜』収録
- バウンサー―用心棒―（『スーパージャンプ』18号[11]（2010年）） - 『JUDGE MEN』単行本収録